# Обобщение понятий
Обобще́ние поня́тий — логическая операция, посредством которой в результате исключения видового признака получается другое понятие более широкого объёма, но менее конкретного содержания; форма превращения знания путём мысленного перехода от частного к общему в некоторой модели мира, что обычно соответствует и переходу на более высокую ступень абстракции.
Результатом логической операции обобщения является гипероним.

## Проблема научно-теоретического обобщения
Проблема научно-теоретического обобщения состоит в следующем.
Отличается ли научно-теоретическое обобщение (понятие), претендующее на всеобщность и необходимость, от любого эмпирически-индуктивного «обобщения»?

## Обобщение как задача искусственного интеллекта
Формулирование задачи было сделано Ф. Розенблаттом.
В эксперименте по «чистому обобщению» от модели мозга или перцептрона требуется перейти от избирательной реакции на один стимул (допустим, квадрат, находящийся в левой части сетчатки) к подобному ему стимулу, который не активизирует ни одного из тех же сенсорных окончаний (квадрат в правой части сетчатки). К обобщению более слабого вида относится, например, требование, чтобы реакции системы распространялись на элементы класса подобных стимулов, которые не обязательно отделены от уже показанного ранее (или услышанного, или воспринятого на ощупь) стимула.
Так же как и в случае экспериментов по различению, и в этом случае можно исследовать спонтанное обобщение, при котором критерии подобия не вводятся извне или не навязываются экспериментатором, и принудительное обобщение, при котором экспериментатор с помощью соответствующей процедуры «обучает» систему понятию подобия.